# ミハイロ・ジヴコヴィッチ
ミハイロ・ジヴコヴィッチ（セルビア語:Михајло Живковић、1856年9月22日 - 1930年4月28日）は、セルビア王国の軍人。セルビアの軍事理論家の一人。

## 概要
ベオグラード出身。1877年から1878年のセルビア・トルコ戦争時、ブラガッチ大隊を指揮した。1908年から1909年まで国防相、1908年と1909年から1912年に軍事アカデミー校長を務めた。1912年から1913年のバルカン戦争時には、イバル軍司令官であった。
第一次世界大戦勃発と共に、首都防衛軍を指揮する。セルビア軍のロシア撤退後、ジヴコヴィッチもロシアに移る。1916年、オデッサでセルビア人義勇軍団を編成し、ロシア帝国軍と共にドブルジェで戦う。1918年6月、退役。